# Distorsiune cognitivă
Distorsiunea cognitivă (în engleză cognitive distortion) este o distorsiune sau deformare în modul în care oamenii percep realitatea. Distorsiunile cognitive sunt implicate în inițierea sau perpetuarea stărilor psihopatologice, cum sunt depresia și anxietatea.
Distorsiunea cognitivă poate fi într-o varietate de fenomene.
În unele cazuri depinde de locul, modul și impactul ce o are distorsiunea asupra unui individ.
Plecând de la faptul că individul care locuiește într-o localitate se regăsește într-un mediu „spiritual” el poate dezvolta idei, concepte și înțelesuri despre „lumea interioară” în care consideră că se află, și care poate să nu corespundă cu realitatea observabilă ce poate fi percepută prin cele cinci simțuri: auz, văz, gust, miros, pipăit.
De la caz la caz fiecare experiență poate fi diferită iar distorsiunea cognitivă se poate manifesta într-un fel sau altul.
Un om pe baza experienței de viață și pe baza credințelor lui va accepta dacă locul și lumea în care se găsește sunt reale sau nu.
Distorsiunea realității poate fi indusă în scop politic sau militar cu privire la „posibili dușmani”, un om sau un grup de oameni vor lua o poziție defensivă în caz de „atac inamic” chiar și când nu există nici un pericol vizibil sau în formă tridimensională.
Mai poate fi observată în culturile radicale ale lumii în care incidentele vizibile cu ochiul liber sunt  efecte ale „forței întunecate” pot include accidente bizare, explozii de combustibili, proteste de amploare, incendii de vegetație; în care se exclude în mod deliberat posibilitatea ca omul să fi declanșat aceste incidente.
În altă ordine de idei, un orb va percepe realitatea observabilă prin pipăit, miros, gust și auz dacă aceste simțuri există la persoana în cauză, deci perceperea realității la orb cu privire la culori, forme sau dimensiuni vor putea căpăta orice alt înțeles din moment ce persoana nu poate distinge cu ochii realitatea, ceea ce poate fi percepută ca distorsiune.
Distorsiunea realității se poate manifesta la persoane care au unul sau mai multe simțuri afectate de agenți externi cum ar fi abuzul de substanțe sau de altă natură.
Din punct de vedere al „science finction”, trilogia „Matrix” este un exemplu bun în înțelegerea distorsiunii, personajul Neo (Keanu Reeves) fiind captiv într-o lume imaginară în care ființele sunt conectate la rețeaua Matrix. Figurativ vorbind totul pare real însă e doar o proiecție holografică în mintea participanților prin Matrix. Când este eliberat de către Morpheus (Laurence Fishburne), abia atunci Neo ajunge să cunoască „adevărata lume” care nu seamănă deloc cu lumea trăită în Matrix.